# 颜维群
颜维群（英語：Wei Yen, 1952年—），1952年生於臺灣，是一位美籍华人企业家、科學家。

## 生平
1952年，颜维群出生于台湾。
後获得普渡大学博士学位，和哥哥颜维伦创业成立Cydrome公司。
1988年，公司倒闭。同年进入硅谷图形公司担任高级副总裁。
1993年，因项目合作结识任天堂。
1996年，再次创业成立TVsoft公司，后被合并收购。
2002年，在苏州成立神游科技并担任董事长，自己占股51%，任天堂占股49%。